# 勒皮圣博内
勒皮圣博内（法語：Le Puy-Saint-Bonnet，法語發音：[lə pɥi sɛ̃ bɔnɛ]）是法国曼恩-卢瓦尔省的一个旧市镇。1973年9月1日，勒皮圣博内并入市镇绍莱。

## 地理
勒皮圣博内（46°59'50.64"N, 0°53'31.97"W）面积15.5 平方千米，位于法国新阿基坦大区德塞夫勒省，该省份为法国西部内陆省份，北起曼恩-卢瓦尔省，西接旺代省，南至夏朗德省和滨海夏朗德省，东临维埃纳省。
勒皮圣博内的时区为UTC+01:00、UTC+02:00（夏令时）。

## 行政
勒皮圣博内的邮政编码为49300，INSEE市镇编码为79224。

## 人口
勒皮圣博内于2018年1月1日时的人口数量为2058人。